# Gino Sinimberghi
Gino Sinimberghi (né à Rome le 26 août 1913  et mort dans la même ville le 30 décembre 1996) est un chanteur d'opéra italien, ténor.

## Biographie
Gino Sinimberghi a étudié les techniques vocales à l'Accademia Nazionale di Santa Cecilia. En 1935, à l'âge de 23 ans, il remporte le Concours international de chant de Vienne. Pendant les six années suivantes, il fait partie  de l'Opéra d'État de Berlin et  signe un contrat de quatre ans avec Deutsche Grammophon chantant à Leipzig, Dantzig, Hambourg, Vienne et Paris. À 27 ans, il est appelé à Rome par le chef d'orchestre Tullio Serafin, qui l'a accompagné pour ses débuts à l'Opéra dans Le Barbier de Séville de Gioachino Rossini. 
Au cours de sa longue carrière, Gino Sinimberghi a interprété diverses œuvres en langues italienne et allemande en chantant aux côtés de Beniamino Gigli, Tito Gobbi, Italo Tajo, Jon Vickers, Maria Callas, Erna Berger, Rosanna Carteri, sous la direction de chefs d'orchestre tels que Paul Hindemith, Herbert von Karajan et le Tullio Serafin. 
En tant que ténor lyrique léger, sur une période de 45 ans il a enregistré des airs et des duos de Don Pasquale, L'elisir d'amore et La Bohème. Il est également apparu dans plusieurs films italiens représentant un chanteur d'opéra, choisi également pour sa photogénie.

## Filmographie partielle
- 1946 : Avanti a lui tremava tutta Roma de Carmine Gallone
- 1949 : Il trovatore de Carmine Gallone
- 1950 : La forza del destino
- 1952 : La Favorita
- 1953 : Per salvarti ho peccato  de Mario Costa
- 1955 : La Belle des belles (La donna più bella del mondo) de  Robert Z. Leonard
- 1957 : L'angelo delle Alpi de Carlo Campogalliani[1].